# 昭內
昭內（？—1829年）是寮國歷史上川壙王國的一位君主，1803年至1829年在位。《大南實錄》稱之為昭內。
昭內是昭孫普（Chao Somphou）的侄兒。他於1803年因為權力鬥爭，逃往越南乂安省的茶鄰（今襄陽縣）請求內附，獲得越南阮朝的庇護。在越南阮朝和萬象王國的支持下，昭內得以返回川壙，成為川壙的統治者。
昭內在其統治期間的所作所為被證明是一位暴君。1814年，他粗暴地鎮壓了克木族的叛亂。萬象國王因塔翁以詢問此事件為由，將其召到萬象囚禁。直到1826年，昭阿努起兵反叛暹羅後，他才得以回到川壙。昭內聲稱琅勃拉邦將要入侵川壙，向阮朝求救並且請求內附。明命帝以川壙之地設置鎮寧府，冊封昭內為「鎮寧防禦使」。越南向川壙派遣駐軍，並將罪犯發配到川壙進行開墾。
1828年，昭阿努被暹羅擊敗，逃往川壙。昭內將其擒獲並移交給暹羅，萬象的財寶都被昭內佔據。昭內拒絕向越南朝貢，遭到越南的警告，明命帝聲稱若不親自前來朝貢，將會派兵逮捕他，但昭內不予理會。1829年，昭內被越南將軍謝光巨逮捕，押送順化處死。
昭內死後，川壙被越南兼併。直到1850年，昭內之子昭波（Chao Po）才在暹羅的支持下復國。